# Штифанов Лев Миколайович
Лев Миколайович Штифанов (рос. Лев Николаевич Штифанов; 25 липня 1933, Магнітогорськ, РРФСР, СРСР — 15 грудня 1997, Київ, Україна) — радянський і український кінооператор. Був членом Спілки кінематографістів України.

## Біографічні відомості

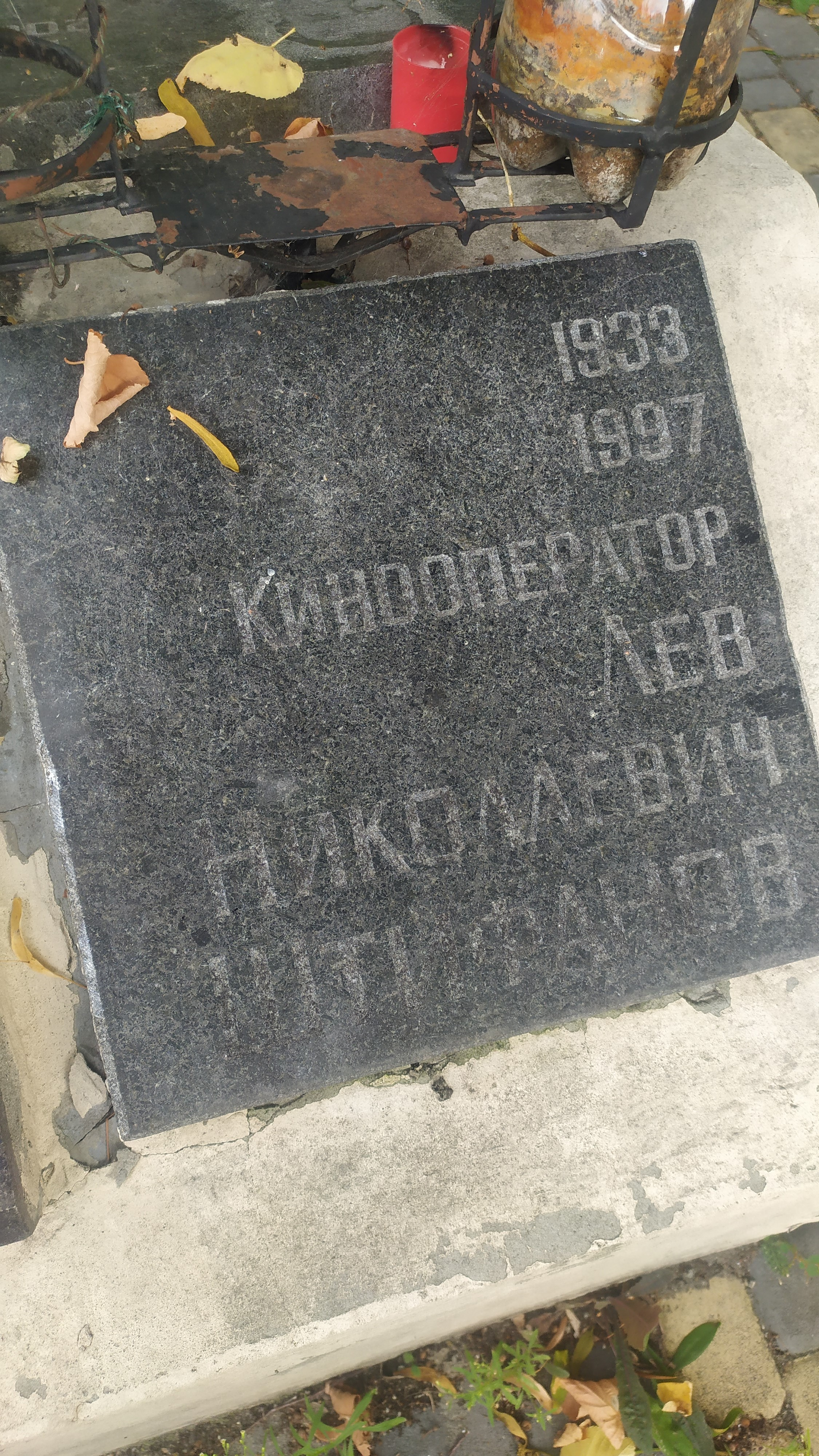
Могила Льва Штифанова, Берковецьке кладовище

Народився 25 липня 1933 року в родині інженера. Закінчив Всесоюзний державний інститут кінематографії (1956).
Працював кінооператором на Київській кіностудії ім. О. П. Довженка (1956—1966).
З 1966 року — оператор кіностудії «Київнаукфільм».
Помер 15 грудня 1997 року. Похований у колумбарії Берковецького кладовища.

## Фільмографія
Зняв фільми:
- «Правда» (1957)
- «Літа молодії» (1958)
- «Врятуйте наші душі» (1960, у співавт. з О. Герасимовим)
- «Летючий корабель» (1960)
- «Закон Антарктиди»
- «Квітка на камені» (1962, у співавт. з С. Ревенко)
- «Повість про Пташкіна» (1964)
- «Зірка балету» (1965, у співавт. з О. Герасимовим)

Оператор на студії «Київнаукфільм»:
- «Технологія вирощування цукрового буряка» (1966)
- «Бурякозбиральні комбайни»
- «Полювання за іксом» (1967)
- «Маршрути дружби»
- «Іхтіандр—68» (1968)
- «Дружба народів СРСР»
- «Людина на землі» (1969)
- «Науково-технічна революція в СРСР»
- «Прискорювачі і наука» (1970)
- «Життєва лінія» (1973)
- «Іду дорогою століття»
- «Про загадки сміху» (1974, у співавт.)
- «Стратегія хлібного поля» (1975)
- «За словом Ілліча» (1976)
- «АСУ в металургії та хімії»
- «Алмазна стежка» (1978, у співавт.)
- «Складові частини високого врожаю»
- «Метал віку» (1978)
- «Телефони-автомати» (1979)
- «Зірки на комбайнах» (1981) та ін.